# Ardisia foveolata
Ardisia foveolata är en viveväxtart som beskrevs av C.L. Lundell. Ardisia foveolata ingår i släktet Ardisia och familjen viveväxter. Inga underarter finns listade i Catalogue of Life.